# Tratado de Turim (1696)
O Tratado de Turim de 1696 assinado a 29 Ago. 1696  terminou com as ambições momentâneas do duque do Piemonte Vítor Amadeu II de Saboia o que o obrigava a passar para a aliança francesa. 

## Situação
Nessa altura Vítor Amadeu estava ligado aos Espanhóis e ao Santo Império Romano contra Luís XIV de França. Depois da grande derrota francesa na Batalha de Staffarda e do Cerco de Cuneo a frança dirigida pelo General Nicolas de Catinat ocupa Montmélian .
Visto a posição em que se encontra Vítor Amadeu II, o rei de frança propõe-lhe um acordo até porque ele não tinha nessa altura descendestes e nomeia para seu sucessor o seu primo de oito anos Emanuel Filiberto.

## O tratado
Para salvar os seus estados Vítor Amadeu aceita este tratado em que se concede a sua filha primogénita Maria Adelaide ao delfim de França Luís, Duque da Borgonha .
Entre as cláusulas do tratado figuram:
- a volta de Pinerolo ao controlo do piemontês
- destruição da fortaleza de Pinerolo onde havia estado preso Nicolas Fouquet
- a fortaleza de Casale passa para o duque de Mântua.

Com medo das represálias Vítor Amadeu não informa os seus vassalos da assinatura do tratado, e quando o facto é tornado público, são os soldados franceses que o defenderão.